# 李僅
李 僅（り きん、生年不詳 - 783年）は、唐の皇族。彭王。粛宗の五男。

## 経歴
粛宗と陳婕妤のあいだの子として生まれた。天宝年間、新城郡王に封じられ、鴻臚寺卿同正員に任じられた。至徳2載（757年）12月、彭王に進封された。乾元2年（759年）冬、史思明が再び河洛を攻め落とすと、関東の官軍は動揺し、群臣は親王に名目上の兵権を統べさせるよう請願した。乾元3年（760年）4月、李僅は河西節度大使を領した。建中4年（783年）、涇原で兵変が起きると、李僅は殺害された。
子の李鎮は太僕寺卿同正員に任じられ、常山郡王に封じられた。

## 伝記資料
- 『旧唐書』巻116 列伝第66 粛宗代宗諸子
- 『新唐書』巻82 列伝第7 十一宗諸子
- 唐故彭王贈司空墓誌銘